# Геппі-Веллі (Орегон)
Геппі-Веллі (англ. Happy Valley) — місто (англ. city) в США, в окрузі Клакамас штату Орегон. Населення — 23 733 особи (2020).

## Географія
Геппі-Веллі розташоване за координатами 45°26′19″ пн. ш. 122°30′46″ зх. д. / 45.43861° пн. ш. 122.51278° зх. д. (45.438600, -122.512808).  За даними Бюро перепису населення США в 2010 році місто мало площу 21,54 км², з яких 21,45 км² — суходіл та 0,09 км² — водойми. В 2017 році площа становила 23,03 км², з яких 22,95 км² — суходіл та 0,08 км² — водойми.

## Демографія
Згідно з переписом 2010 року, у місті мешкали 13 903 особи в 4408 домогосподарствах у складі 3724 родин. Густота населення становила 645 осіб/км².  Було 4708 помешкань (219/км²).
Расовий склад населення:
| - 76,2 % — білих - 17,4 % — азіатів - 1,1 % — чорних або афроамериканців - 0,5 % — корінних американців - 0,2 % — вихідців з тихоокеанських островів |

До двох чи більше рас належало 3,8 %. Частка іспаномовних становила 4,0 % від усіх жителів.
За віковим діапазоном населення розподілялося таким чином: 30,2 % — особи молодші 18 років, 61,6 % — особи у віці 18—64 років, 8,2 % — особи у віці 65 років та старші. Медіана віку мешканця становила 37,0 року. На 100 осіб жіночої статі у місті припадало 98,9 чоловіків;  на 100 жінок у віці від 18 років та старших — 97,6 чоловіків також старших 18 років.
Середній дохід на одне домашнє господарство  становив 117 598 доларів США (медіана — 101 250), а середній дохід на одну сім'ю — 126 837 доларів (медіана — 110 484). Медіана доходів становила 71 203 долари для чоловіків та 50 997 доларів для жінок. За межею бідності перебувало 4,5 % осіб, у тому числі 3,7 % дітей у віці до 18 років та 2,7 % осіб у віці 65 років та старших.
Цивільне працевлаштоване населення становило 7864 особи. Основні галузі зайнятості: освіта, охорона здоров'я та соціальна допомога — 26,4 %, виробництво — 11,0 %, роздрібна торгівля — 10,9 %.